# Нож у води
Нож у води (пољ. Nóż w wodzie) је пољски црно-бели играни филм снимљен 1962. године у режији Романа Поланског, његов први дугометражни филм и један од најутицајнијих у историји пољске кинематографије.

## Радња
Жанр је драма са примесама трилера. Протагонисти, које играју Леон Немцик и Јоланта Умецка, су спортски новинар Андрзеј и његова супруга Кристина, који за време годишњег одмора аутостоп у ауто пример младића (чији лик игра Зигмунт Малановов) и одлучују да га одведу на јахту. Радња показује како на почетку идиличног крстарења тензије између Анџеја и млађег мушкарца почињу да расту, посебно када постане јасно да овог другог привлачи Кристина, која ни према њему није равнодушна.

## Опште информације
Нож у води одликовао се необичном минималистичком структуром за тадашњу кинематографију, с обзиром да се у њему појављују само три лика. Снимање су, међутим, обележиле одређене потешкоће, пре свега због тога што се највећи део радње одвија на релативно малој јахти на мору, па је Полански морао да користи разне домишљате трикове да сакрије чланове посаде, односно да води рачуна о промени времена. Полански је одлучио и да синхронизује гласове Умецке и Малановича, који, иначе, пре тога није имао значајнијег глумачког искуства.
У самој Пољској, међутим, филм је изазвао мањи скандал после премијере, пре свега због кратке сцене у којој се Јоланта Умецка појављује гола, што је представљало преседан за тадашњу пољску и источноевропску кинематографију.
Критичари су, међутим, високо хвалили редитељско умеће Поланског и ефектно стварање тензије, а посебно их је дојмила необична и релативно мрачна завршница, која је по много чему представљала узор за тон карактеристичан за тзв. црни талас у европској кинематографији тог времена.
Нож у води приказан је на Венецијанском филмском фестивалу где је освојио награду FIPRESCI, али је следеће године номинован за Оскара за најбољи страни филм. То је омогућило Поланском да настави каријеру на у САД и постане један од најцењенијих светских филмских стваралаца у наредних неколико деценија.